# Чемпионат мира по биатлону 1971
11-й чемпионат мира по биатлону прошёл в 1971 году в Финляндии, в Хямеэнлинне.

## Индивидуальная гонка на 20 км
| Финишный протокол | Финишный протокол | Финишный протокол | Финишный протокол  | Финишный протокол |
| Место             | Страна            | Спортсмен         | Время (отставание) | Промахи           |
| ----------------- | ----------------- | ----------------- | ------------------ | ----------------- |
| 1                 | ГДР               | Дитер Шпеер       | 1:18:20.2          | 2 (1+1+0+0)       |
| 2                 | СССР              | Александр Тихонов | +28.2              | 3 (1+1+0+1)       |
| 3                 | Норвегия          | Магнар Сольберг   | +1:40.7            | 0 (0+0+0+0)       |

## Эстафета 4×7,5 км
| Место | Страна   | Спортсмен                                                    | Время | Промахи |
| ----- | -------- | ------------------------------------------------------------ | ----- | ------- |
| 1     | СССР     | Александр Тихонов Виктор Маматов Ринат Сафин Назим Мухитов   | …     | …       |
| 2     | Норвегия | Тор Свендсбергет Рагнар Твейтен Магнар Сольберг Ивар Норкилд | …     | …       |
| 3     | Польша   | Юзеф Ружак Анджей Рапач Александр Клима Юзеф Стопка          | …     | …       |

## Зачёт медалей
| Место | Страна   | Золото | Серебро | Бронза | Общее число медалей |
| ----- | -------- | ------ | ------- | ------ | ------------------- |
| 1     | СССР     | 1      | 1       | 0      | 2                   |
| 2     | ГДР      | 1      | 0       | 0      | 1                   |
| 3     | Норвегия | 0      | 1       | 1      | 2                   |
| 4     | Польша   | 0      | 0       | 1      | 1                   |